# Королева Марго (телесериал)
«Короле́ва Марго́» — российский многосерийный телевизионный фильм. Экранизация романа Александра Дюма, снимавшаяся в 1994—1995 годах. Премьера фильма на телевидении состоялась осенью 1996 года на канале РТР. Параллельно велись съёмки телесериала «Графиня де Монсоро», который является его продолжением.

## Сюжет
С целью скрепления очередного эфемерного мира между католиками и протестантами-гугенотами Франции, 18 августа 1572 года сестра короля Карла IX Маргарита была выдана замуж за одного из лидеров гугенотов Генриха де Бурбона, короля Наваррского, своего троюродного брата, принца крови.
Её свадьба, отпразднованная в Париже с большой пышностью, закончилась Варфоломеевской ночью. Во время резни Марго случайно спасает раненого дворянина-протестанта и влюбляется в него.

## Названия серий
1. «Книга судеб»
2. «День святого Варфоломея»
3. «Кровавая месса»
4. «Горе побеждённым»
5. «Любовь небесная, любовь земная»
6. «Поединок»
7. «Рукопожатие палача»
8. «Плащ из вишнёвого бархата»
9. «Королевские гончие»
10. «Некоролевское счастье»
11. «Сыновья волчицы»
12. «Верёвочная лестница»
13. «Счастливчик Ла Моль»
14. «Пятница тринадцатое»
15. «Честь дома Валуа»
16. «Венсенский замок»
17. «Испанские сапоги»
18. «Пепел»

## В ролях
- Евгения Добровольская — Маргарита де Валуа, Королева Марго (озвучила Наталья Казначеева)
- Дмитрий Певцов — Генрих Наваррский
- Михаил Ефремов — Карл IX (озвучил Владимир Ерёмин)
- Екатерина Васильева — Екатерина Медичи
- Дмитрий Харатьян — де Ла Моль (озвучил Алексей Иващенко)
- Сергей Жигунов — Аннибал де Коконнас
- Сергей Юрский — мэтр Ренэ, астролог
- Виктор Аболдуев — Франсуа, герцог Алансонский (озвучил Евгений Дворжецкий)
- Борис Клюев — герцог де Гиз
- Николай Караченцов — Де Муи
- Михаил Боярский — Морвель
- Вера Сотникова — графиня Анриетта Неверская (озвучила Анна Каменкова)
- Армен Джигарханян — мэтр Кабош, палач
- Евгения Глушенко — Мадлон, кормилица Карла IX
- Владимир Ильин — Ла Юрьер
- Ольга Дроздова — баронесса Шарлотта де Сов
- Всеволод Ларионов — адмирал Колиньи
- Ольга Кабо — Мари Туше, возлюбленная короля
- Борис Щербаков — Бэм, предводитель швейцарской гвардии
- Вера Новикова — Жийона, служанка Королевы Марго
- Алексей Булдаков — судья
- Игорь Ясулович — прокурор Лягель
- Алексей Шейнин — комендант барон де Нансэ
- Борис Романов — Амбруаз Паре
- Мария Виноградова — жена палача, мэтра Кабоша
- Клавдия Козлёнкова — хозяйка дома
- Олег Кожемякин — барон
- Татьяна Аугшкап — Клодетта
- Евгений Дворжецкий — Генрих Анжуйский (озвучил Владимир Вихров)
- Дарья Михайлова — Женевьева, возлюбленная де Муи
- Александр Домогаров — граф де Бюсси
- Екатерина Жемчужная — цыганка
- Владимир Ерёмин — мосье де Пиньи, поклонник Женевьевы (озвучил Александр Рахленко)

## Съёмочная группа
- Режиссёр: Александр Муратов
- Продюсеры: Сергей Жигунов, Елена Самагина
- Сценарист: Марина Мареева
- Оператор: Олег Мартынов, Павел Небера[5]
- Композитор: Евгений Дога
- Художник: Виктор Юшин
- Художник по костюмам: Наталья Полях
- Монтаж: Элеонора Праксина, Валерий Тодоровский, Наталья Кучеренко
- Постановщик конных трюков: Игорь Новоселов

## Съёмки
- Съёмки телесериала «Королева Марго» начались в 1994 году[2] и завершились в 1995. В мае 1996 года работа над сериалом (озвучивание и монтаж) были окончены[3].
- Изначально в качестве режиссёра Сергей Жигунов пригласил другого кандидата,[кого?] но, когда картина была уже запущена, то заменил его на Александра Муратова[3].
- В качестве исполнителей ролей в фильме Сергей Жигунов предложил себя, Дмитрия Харатьяна, Михаила Боярского, Николая Караченцова, Веру Сотникову, Армена Джигарханяна и Дмитрия Певцова, а Александр Муратов впоследствии добавил своих кандидатов — Сергея Юрского, Екатерину Васильеву, Владимира Ильина и Евгению Добровольскую[3].
- Изначально многие роли должны были играть другие актёры: Валентин Гафт — Рене, Анастасия Вертинская — Екатерину Медичи, Олег Меньшиков — Карла IX, а Михаил Ефремов — Генриха Анжуйского (впоследствии Генриха III в «Графине де Монсоро»)[3].
- На роль Маргариты Наваррской пробовались также Ингеборга Дапкунайте, Ирина Метлицкая и Инна Пиварс, но режиссёр Александр Муратов настоял на кандидатуре Евгении Добровольской, несмотря на возражения Сергея Жигунова.[6]
- Когда съёмки были завершены, Сергей Жигунов снял с озвучивания Евгению Добровольскую[7]. Было решено, что у королевы Марго должен быть более высокий, женственный голос, и вместо неё пригласили записать текст Наталью Казначееву[8]. Затем Жигунов также снял с озвучивания Дмитрия Харатьяна, Веру Сотникову и Михаила Ефремова. В одном из интервью Харатьян рассказал об этом: «Я не хотел играть роль де Ла Моля. Мне казалось, что это повторение того, что я уже делал, и вообще романтический образ уже отработан. Я хотел играть Генриха Наваррского или Карла. Это мощные драматические роли. Но Сергей Жигунов меня уговорил. У меня же были большие сомнения. И они затем подтвердились. Первой Жигунов снял с озвучивания Женю Добровольскую. Сказал, что она не подходит ему по голосу. Женя играет королеву Марго, я — де Ла Моля. У меня вся роль завязана на ней. Мне очень важно, кто будет говорить вместо «моей возлюбленной». Я попросил второго режиссёра в отсутствие Жигунова показать пробы актрисы, которая будет её озвучивать. Жигунов приехал и распорядился и меня снять. И взял Лёшу Иващенко из дуэта бардов «Иващенко и Васильев». Поэтому я не могу полноценно отвечать за свою работу в «Королеве Марго»»[9].
- Специально для телесериала «Королева Марго» Владимир Кузьмин написал песню «Если бы ты знала». Одним из “благоприятных факторов” для создания песни послужило то, что в фильме снималась тогдашняя супруга Кузьмина – актриса Вера Сотникова. Был снят клип, в котором были смонтированы фрагменты телесериала и натурные съёмки Владимира Кузьмина на фоне стен чешского старинного замка, однако при монтаже сериала композиция в него не вошла.[10]
- Во время первой трансляции по телевидению фильм состоял из 18 серий, но в дальнейшем он был сокращён до 10 серий. Режиссёр монтажа этой новой, существенно сокращённой версии — Валерий Тодоровский. Именно сокращённая версия получила распространение на DVD, что вызвало недовольство многих зрителей. Сокращены были почти все эпизоды с участием Николая Караченцова.[источник не указан 1515 дней]
- Практически в одно время с данным фильмом снимался и вышел на экраны телесериал «Графиня де Монсоро». Режиссёром его стал Владимир Попков. Персонажей, присутствующих в обоих фильмах, играли одни и те же актёры. Например, Екатерину Медичи в обоих фильмах сыграла Екатерина Васильева, Генриха Наваррского — Дмитрий Певцов, герцога де Гиза — Борис Клюев и т. д. Принц Франсуа в этом ряду выделяется по той причине, что его сыграли разные актёры — в фильме «Королева Марго» Виктор Аболдуев, а в фильме «Графиня де Монсоро» — Кирилл Козаков.[источник не указан 1515 дней]